# Andreas Benz (Psychoanalytiker)
Andreas Ernst Benz (10. September 1942 in Marburg – 5. August 2017) war ein Schweizer Mediziner, Psychoanalytiker, Psychiater und Autor deutscher Abstammung.

## Leben
Der Autor von Sachbüchern zu Ethnopsychoanalyse und Kurzpsychotherapieformen lebte mit Familie in Zürich.
Der als Kriegskind in bildungsbürgerlichen Verhältnissen in der Universitätsstadt Marburg geborene Andreas Benz übersiedelte kurz nach Kriegsende mit seiner Mutter und seinen Geschwistern in die schweizerische Wirtschaftsmetropole Zürich, wo er aufwuchs. Nach dem Abitur studierte er Medizin an den Universitäten von Genf, Zürich und Heidelberg. Danach erlangte er die schweizerische Staatsbürgerschaft im Kanton Zürich. Als 33-Jähriger machte er sich 1975 mit einer eigenen psychotherapeutischen Praxis als niedergelassener Arzt ebenfalls dort selbständig. Neben der Patientenbetreuung widmete er sich von Beginn an der Traumaforschung (u. a. bei Kriegs- und Gewaltopfern) und publizierte auch dazu.

## Werke
- Der Überlebenskünstler. Drei Inszenierungen zur Überwindung eines Traumas. Europ. Verlagsanstalt, Hamburg 1997, ISBN 3-434-46233-3.
- Erregen und Erregtwerden: Potenz und Impotenz des Mannes als Ausdruck von Macht-/ Ohnmachts-Konflikten. In: Sexualberatungsstelle Salzburg (Hrsg.): Trieb, Hemmung, Begehren - Psychoanalyse und Sexualität. Verlag Vandenhoeck & Ruprecht, Göttingen 1998.
- Wir brauchen viel Zeit, um jung zu werden. Die widersprüchlichen Ebenen des Zeiterlebens in der Psychotherapie. In: Werkblatt. Nr. 43, Heft 2/1999.
- Operationsresultate von 74 Fällen von Aneurysma der Arteria communicans anterior. Diss. med. Zürich 1969.
- Augenblicke verändern mehr als die Zeit. Das psychoanalytische Interview als erster Eindruck von Therapeut und Gesprächspartner. In: Psyche, 42, Heft 7, 1988, S. 577–601.